# Incidente di Malmstrom
L'incidente di Malmstrom è un avvistamento di UFO avvenuto nel 1967 nella base aerea statunitense di Malmstrom. 

## L'avvistamento
È il 16 marzo 1967, sono le prime ore del mattino e siamo nel Montana nella  Malmstrom Air Force Base  dotata dei missili intercontinentali Minuteman. Un aviatore vide un oggetto simile ad una stella che viaggiava a zig-zag sopra di lui. Poco dopo apparvero una luce più grande ed una più piccola che si comportavano in maniera simile. L'aviatore chiamò il suo sottufficiale e i due uomini riuscirono a vedere le strane "manovre" delle luci. Dopo breve tempo ne appaiono altre due e a quel punto il militare chiama il sottufficiale superiore, che a sua volta constata il fenomeno, si allarma, contatta il suo comandante, il Capitano Robert Salas, che si trovava sotto terra presso il centro di controllo dei lanci ed aveva il compito di monitorare un centro di lancio dotato di 10 missili nucleari Minuteman. Il Minuteman è un ICBM, cioè un missile balistico intercontinentale in grado di trasportare testate nucleari fino alla distanza di quasi 10.000 chilometri (5.218 miglia). Il nome Minuteman viene dal nome dato ai membri della milizia delle Colonie Americane, che dovevano essere pronti per la battaglia con un preavviso di un solo minuto. Costruito dagli USA, è il solo missile ICBM lanciato da terra ed è complementare al missile Trident imbarcato nei sottomarini e alle armi nucleari trasportate dai bombardieri strategici a lungo raggio. Il missile è contenuto in grandi silos di cemento rinforzati e collegati ai siti di comando con cavi corazzati per non essere distrutti da un eventuale attacco atomico. Nemmeno il tempo di sentirsi dire “avvisaci se ci sono sviluppi” ed ecco che un oggetto volante di colore rosso fuoco e all'apparenza incandescente si piazza sopra il cancello d'ingresso della base. Un militare rimane ferito e viene trasportato via in elicottero. Ma l'evento più importante fu costituito dal fatto che tutti i missili si disattivarono, posizionandosi sulla modalità “no-go”. Non vi fu prova che vi fosse una correlazione tra gli avvistamenti e la disabilitazione di quello che ai tempi era un sistema primario di difesa/offesa. A venti km di distanza presso l'Echo-Flight Launch Facilities, si presentò lo stesso scenario. Il tenente Walter Figel, comandante di una base vicina, subisce l'identico crollo operativo dei Minuteman. Questi contattò il sito missilistico ed apprese che un oggetto volante del tutto simile a ciò che definisce UFO, era presente sopra la locazione. Squadre di intervento furono mandate presso le strutture di lancio, sulle quali erano già presenti le squadre di manutenzione. Figel non disse che un UFO era presente in zona. Ma all'arrivo dei militari specializzati tutti riferirono di vedere questi oggetti volanti stazionari sopra le installazioni. I missili rimasero inattivi per la maggior parte della giornata. Nessuna investigazione dell'Air Force e né indagini di laboratorio fatti presso gli Stabilimenti della Boeing di Seattle riuscirono a spiegare il motivo dell'arresto. Secondo il capo ingegnere della Boeing "non c'era nessuna spiegazione tecnica che poteva spiegare l'evento." Gli UFO non fecero parte di questa analisi.

## Controversie
Robert Salas, capitano USAF, ufficiale di lancio dei missili Minuteman, che fu testimone dell'incidente di Malmstrom, ne parlò alla storica conferenza stampa del 9 maggio 2001, tenutasi presso il National Press Club a Washington DC, che vide la partecipazione di decine di testimoni militari a civili.
In seguito al clamore suscitato, l'ex comandante della base di Malmstrom, Eric D. Carlson, rese nota la sua versione dei fatti, confermando il blocco dei missili, che però sarebbe stato dovuto ad un guasto tecnico e non all'apparizione di un UFO. Diversi  ufologi ritengono che l'intervento di Eric Carlson faccia parte di un tentativo d'insabbiamento della vicenda. 
Successivamente James Carlson, figlio dell'ex comandante Eric Carlson, partendo dal racconto del padre ha approfondito la storia e ha scritto un e-book in cui, dopo aver premesso che le storie relative agli UFO vengono accettate dal pubblico statunitense con troppa facilità, ha sottolineato le incongruenze del racconto di Salas ed ha affermato che non esiste alcuna documentazione a favore delle tesi dell'ex capitano. Carlson ha smentito anche la notizia del ferimento del militare e del suo trasporto in elicottero, che non è supportata da alcun documento; inoltre ha osservato che l'anonimato del presunto ferito rende impossibile verificare la storia. L'autore ha inoltre accertato che nella zona e nella data dell'incidente non risultano segnalazioni di avvistamenti di UFO da parte di altri testimoni.
Il giornalista scettico Robert Sheaffer ha esaminato il caso, accertando che Fred Meiwald, capo della sicurezza della base, riferì l'avvistamento in cielo di un oggetto brillante arancione da parte di alcune guardie del settore denominato "Oscar Flight", in cui non fu però segnalato alcun problema ai missili. Secondo Sheaffer, Salas avrebbe aggiustato il racconto, riferendo l'avvistamento dell'oggetto (che può identificarsi con il pianeta Marte) ai settori "November Flight" ed "Echo Flight" in modo da creare artificiosamente un collegamento con il blocco dei missili, attribuendone la causa ad un UFO e non a problemi tecnici.